# Aplocheilichthys jeanneli
Aplocheilichthys jeanneli är en fiskart som först beskrevs av Pellegrin, 1935.  Aplocheilichthys jeanneli ingår i släktet Aplocheilichthys och familjen Poeciliidae. IUCN kategoriserar arten globalt som livskraftig. Inga underarter finns listade i Catalogue of Life.